# مسجد الجمعة (خيوة)
مسجد جمعة هو مسجد في أوزبكستان و يعود تاريخه الى القرن العاشر ويمتد الى القرن الثامن عشر في مدينة خيوة، و يعد من احد المعالم الرئيسية في مدينة ايتشان كالا، المدينة القديمة المسورة في خيوة ، و هي احد مواقع التراث العالمي. يقع المسجد في منتصف ايتشان كالا، على الطريق الذي يربط ما بين البوابة الغربية ( أوتا دارفوزا ) و البوابة الشرقية ( بولفون دارفوزا). تم توثيق تاريخ بناء المسجد لأول مرة في القرن العاشر، و تم إعادة بناؤه عام 1788.

## البناء
وهو عبارة عن مبنى كبير من الطوب مكون من طابق واحد وسقف مسطح، ويدعمه 212 عمودًا خشبيًا في 17 صف. حجمها الاجمالي 55×46 متر، ومئذنته ارتفاعها 42 متر.

## معرض الصور

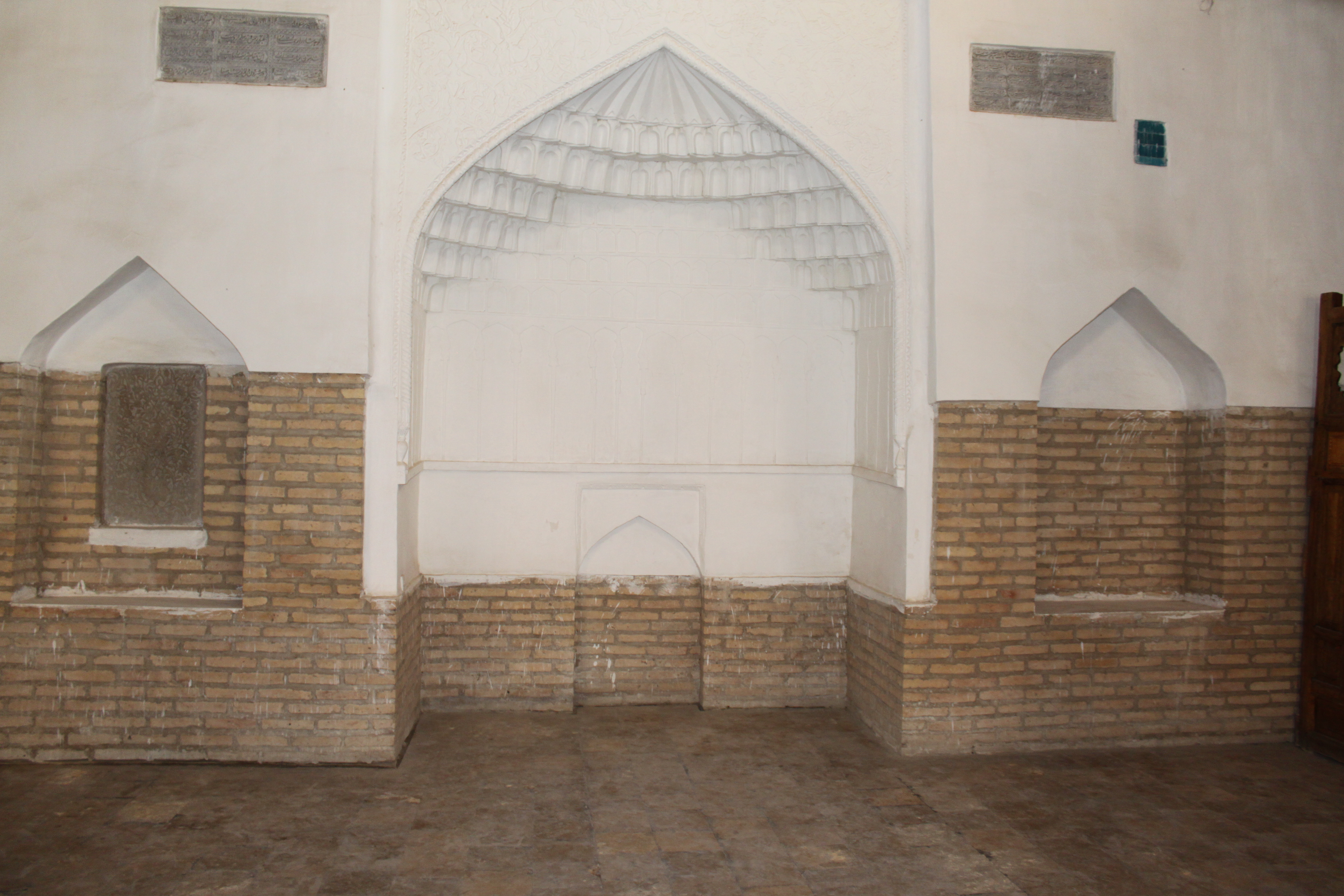
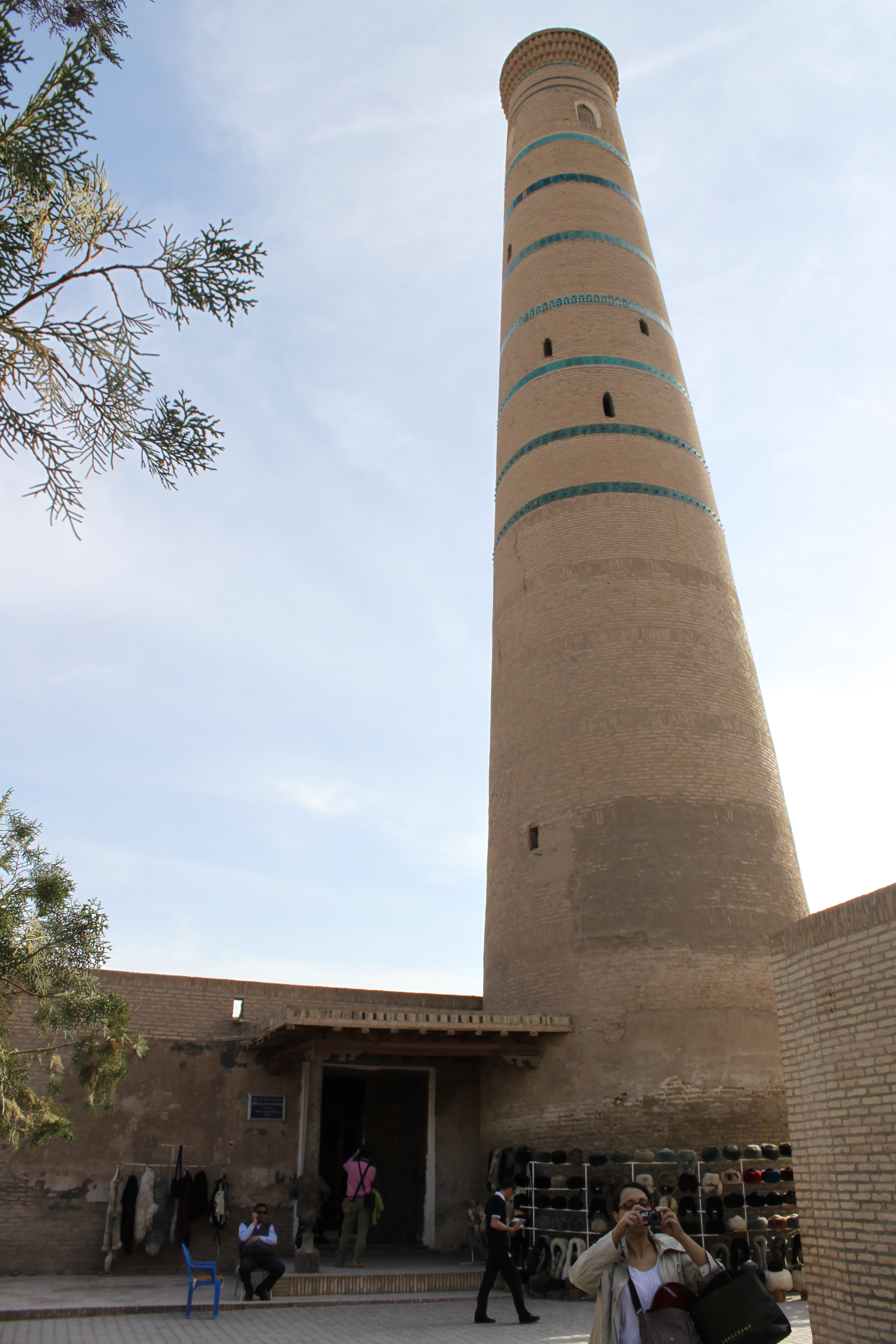
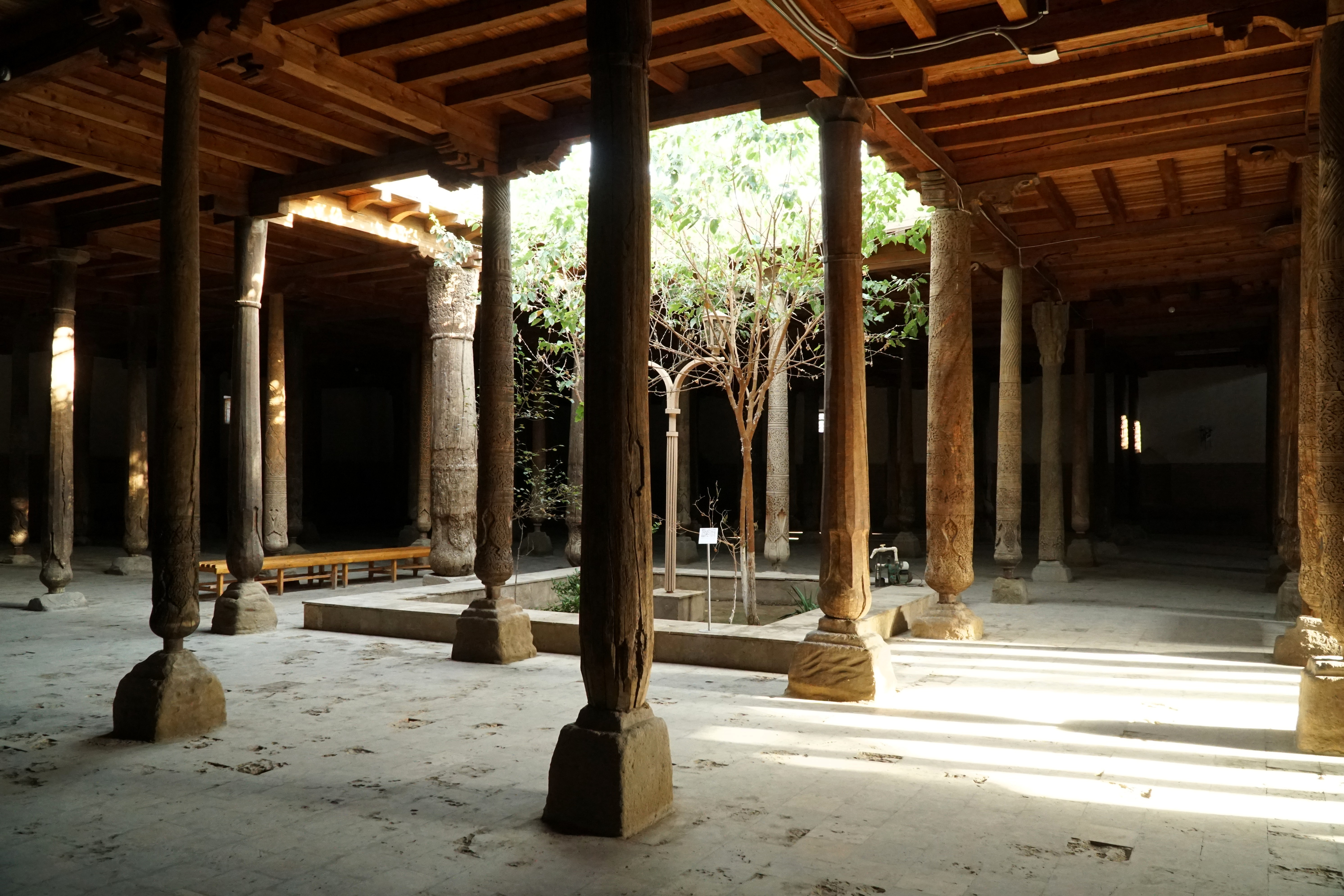
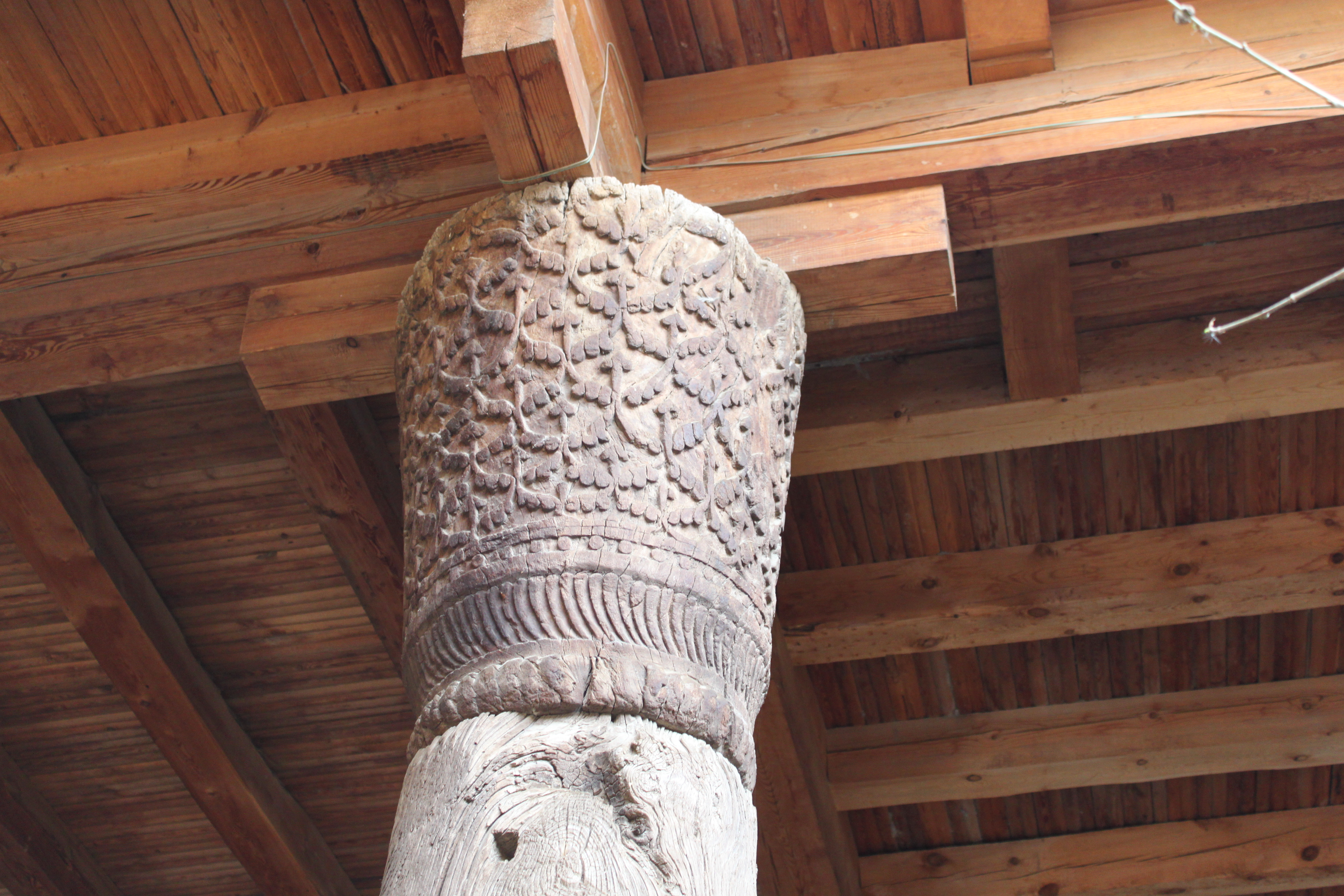
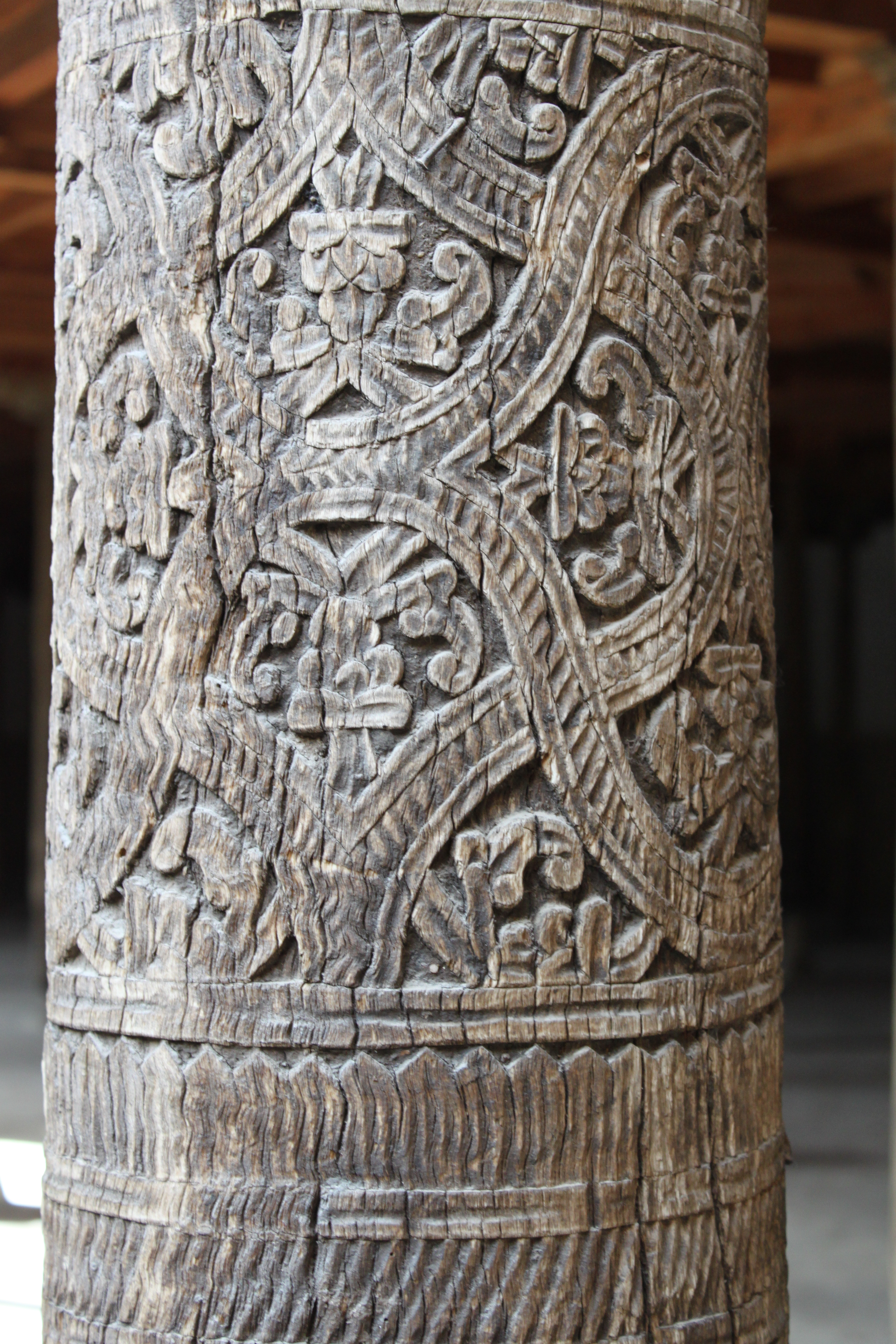
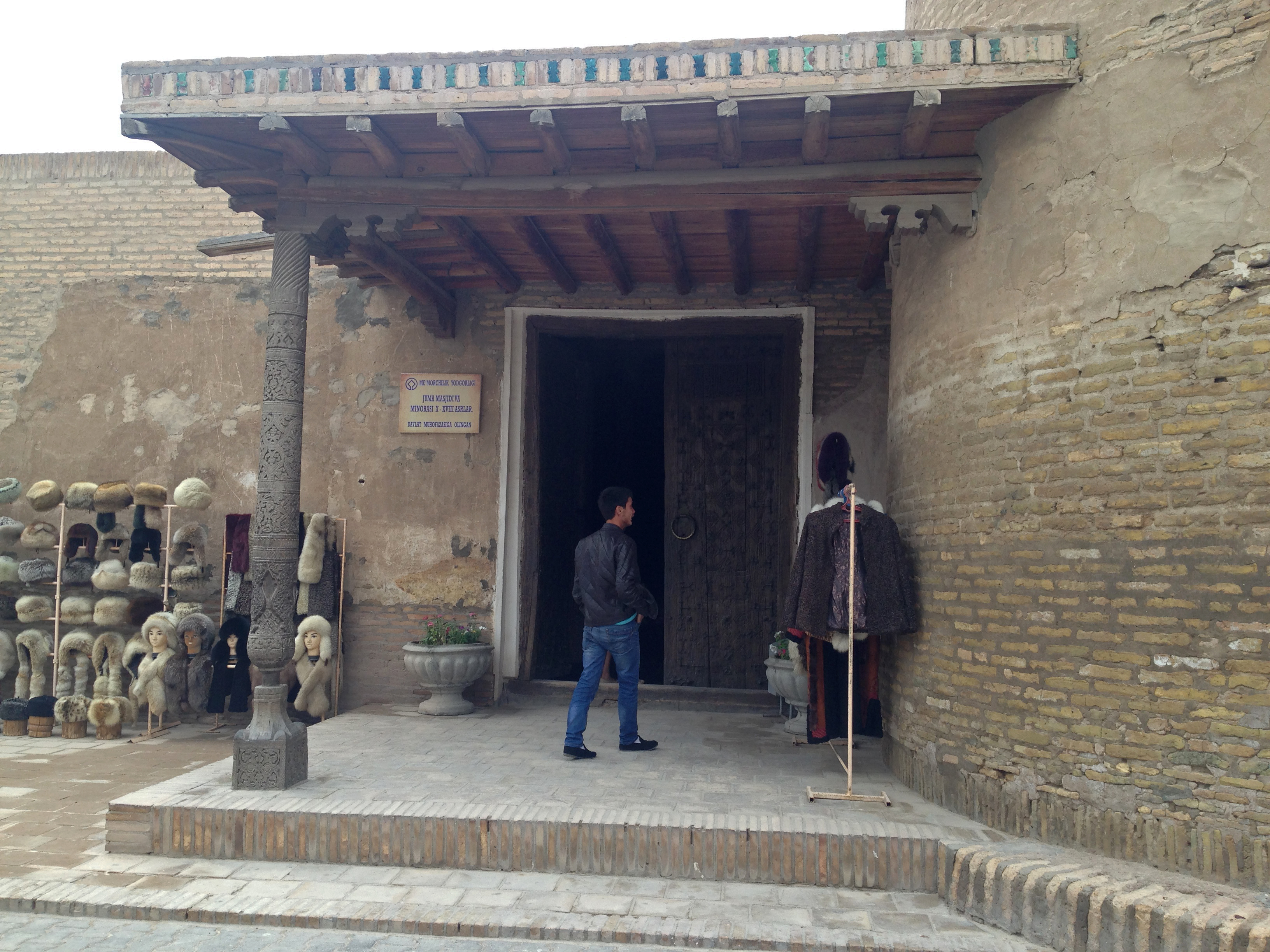
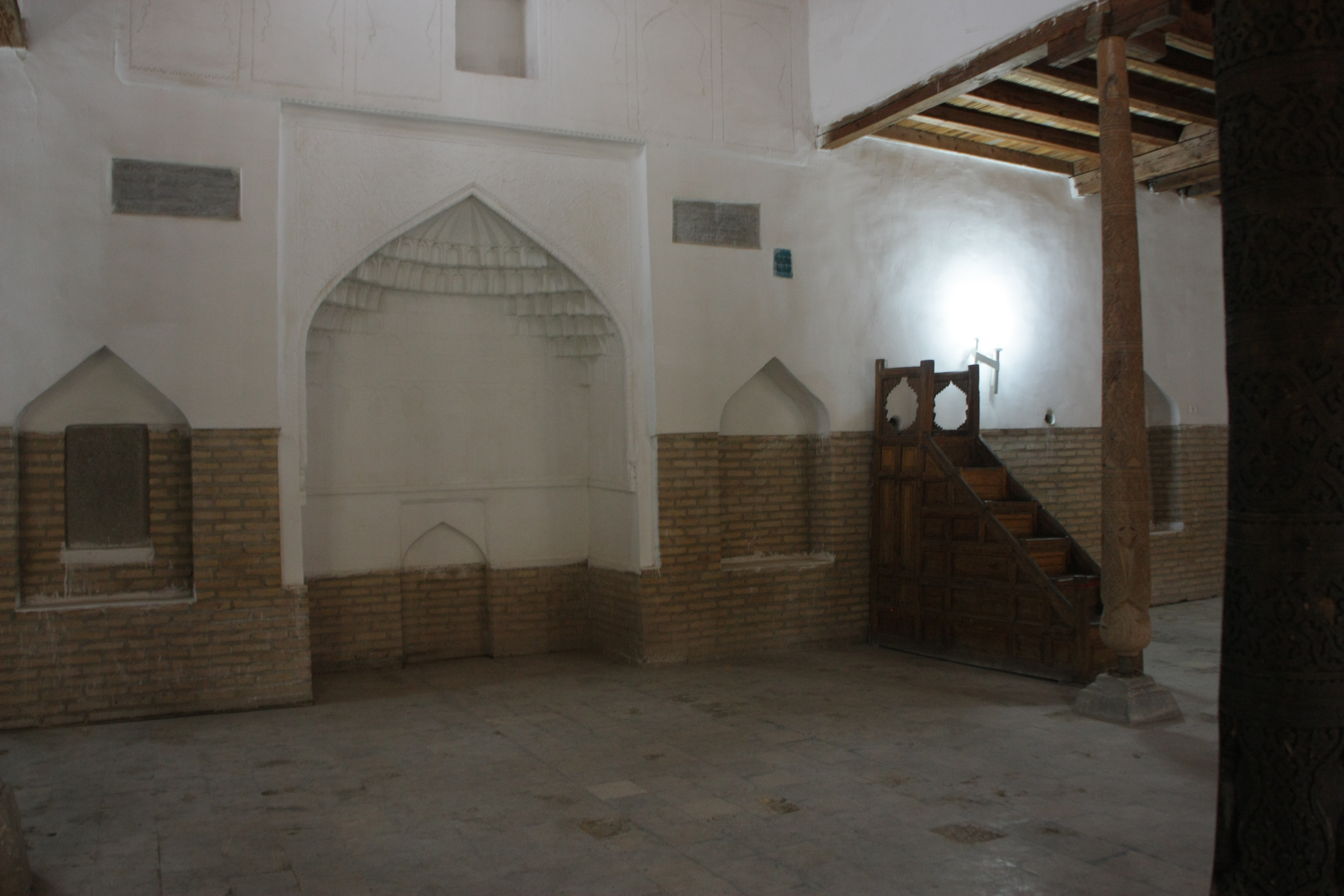